# Video digitale
Un video digitale è un video costituito da una rappresentazione digitale, e non analogica, del segnale video. 
Questo termine generico non deve essere confuso col Digital Video (Video Digitale), la cui sigla è DV ed indica uno specifico formato di videocassetta digitale e di codec, indirizzata alla grande distribuzione.

## Trasporto del segnale
In ambito professionale, la prima interfaccia utilizzata per la linea di trasmissione dei segnali video digitali, secondo la raccomandazione ITU-R BT.656, era di tipo parallelo; dove i cavi erano costituiti da 11 doppini, 10 per ciascuno dei bit relativi all'informazione video, più uno per il clock a 27 MHz. La raccomandazione prevede l'uso di connettori D-Sub a 25 contatti.
La lunghezza del cavo è un fattore limitante di questo tipo di connessione, potendo raggiungere solo
50 m senza equalizzazione e 200 m con appropriata equalizzazione.
Un tipo di interfaccia più evoluta, la SDI, specificata dalla stessa ITU-R BT.656 prevede invece l'uso dagli stessi cavi coassiali da 75Ω utilizzati in ambito analogico. Questo semplifica grandemente l'integrazione tra i due tipi di segnale e riduce di molto i costi di cablaggio, nonché lo spazio e il peso dei cavi stessi.
Per distanze lunghe, è anche possibile il trasporto su fibra ottica
In campo domestico e amatoriale, le interfacce più comuni per il video digitale sono la firewire e la più recente HDMI, concepita in particolare per alimentare televisori e monitor ad alta definizione.

## Tecniche di registrazione
Il video digitale è spesso registrato su cassetta e distribuito su dischi ottici, solitamente DVD. Ci sono comunque delle eccezioni, come le videocamere che registrano direttamente su DVD, videocamere Digital8 che codificano video digitale su cassette analogiche convenzionali, e alcune videocamere che registrano video digitale su disco rigido.
Il successo del video digitale è basato sulla disponibilità di algoritmi di compressione video che si sono sviluppati fortemente a partire dagli anni '90.
Il video digitale è alla base dello sviluppo della televisione ad alta definizione che, sebbene sia nata alla fine degli anni ottanta come analogica, ha potuto diffondersi e divenire economicamente conveniente solo grazie alle tecniche di registrazione e trasmissione digitali.

## Storia
Il video digitale è stato introdotto nel 1983 dal formato D-1 della Sony, che registrava un segnale video component non compresso a definizione standard in forma digitale anziché in forma analogica. A causa del costo molto elevato, il D-1 fu utilizzato principalmente da grandi network televisivi, e solo limitatamente a lavorazioni che richiedevano molte generazioni successive di copie. In seguito sarebbe stato sostituito da sistemi più economici che utilizzavano dati compressi, come il famoso Digital Betacam della Sony, tuttora largamente usati come formato di registrazione dai grandi produttori televisivi.
Il video digitale di tipo amatoriale è apparso per la prima volta in forma di QuickTime, architettura della Apple Computer per formati di dati time-based e di streaming diffusasi in forma ancora grezza intorno al 1990. Inizialmente gli strumenti amatoriali di creazione dei contenuti erano grezzi e richiedevano la digitalizzazione di una sorgente video analogica in un formato che potesse essere elaborato dai computer. Il video digitale amatoriale migliorò rapidamente la sua bassa qualità iniziale, dapprima con l'introduzione di standard di riproduzione come il MPEG-1 e il MPEG-2 (adottati per l'utilizzo in trasmissioni televisive e video su DVD), e in seguito con l'introduzione del formato di cassette DV. Quest'ultimo permise la registrazione diretta in digitale e semplificò il processo di montaggio, consentendo la diffusione di sistemi completi di montaggio video non-lineare su computer desktop.

## Panoramica tecnica
Le videocamere moderne possono lavorare in due differenti modalità di scansione: interlacciata e a scansione progressiva. In modalità interlacciata, le videocamere registrano l'immagine alternando insiemi di righe: vengono scansionate prima le righe di numero dispari, poi le righe di numero pari, poi di nuovo quelle di numero dispari, e così via. Un set di righe pari o dispari è chiamato semiquadro o campo e una coppia di due campi consecutivi di parità opposta è chiamata quadro o fotogramma.
Una videocamera a scansione progressiva, invece, registra ogni fotogramma singolarmente, mediante due campi identici. Quindi, quando entrambi operano allo stesso numero di fotogrammi al secondo, il video interlacciato cattura un numero doppio di campi al secondo rispetto al video progressivo.
La pellicola cinematografica standard come la 16mm e la 35mm riprende a una cadenza di 24 o 25 fotogrammi al secondo. Per il video ci sono due frequenze standard: 30/1,001 (circa 29,97) fotogrammi al secondo e 25 fotogrammi al secondo, a seconda che lo standard di partenza sia NTSC oppure PAL.
Il video digitale può essere copiato senza perdita in qualità. Non importa per quanti passaggi una sorgente digitale venga copiata poiché il video si mantiene sempre identico al materiale digitale originale.
L'elaborazione e il montaggio del video digitale avviene tramite postazioni montaggio non-linear, dispositivi costruiti esclusivamente per montare video e audio. Queste macchine possono frequentemente importare materiale sia da una sorgente analogica che digitale.
Il video digitale può inoltre essere montato su un personal computer dotato del software e dell'hardware appropriato. Nel mercato degli editor non lineari professionali è molto conosciuto il software e l'hardware Avid, oltre a Final Cut Pro della Apple e Adobe Premiere Pro. Le soluzioni più usate in campo professionale usano computer di fascia alta assistito da hardware apposito.
I software di montaggio richiedono generalmente ampio spazio su disco. Il video digitale a compressione standard DV/DVCPRO occupa circa 250 megabyte per minuto o 13 gigabyte per ora, ma l'occupazione aumenta man mano che si sale con la qualità.
In base alle sue caratteristiche però, il video digitale ha un costo significativamente basso, considerando tutte le lavorazioni in cui può essere coinvolto. Come termine di paragone, si consideri che il costo di riprese cinematografiche in 35mm si aggira sui 1000€ al minuto, sviluppo e stampa inclusi.
Il video digitale è usato largamente al di fuori della cinematografia. La Televisione digitale (incluso la HDTV ad alta qualità) ha iniziato a diffondersi in molti paesi sviluppati nei primi anni 2000. Il video digitale è inoltre utilizzato nei moderni telefoni cellulari, nei sistemi di videoconferenza e nella distribuzione di media via Internet, come lo streaming video e la distribuzione peer-to-peer.
Esistono molti tipi di compressione video per la diffusione di video attraverso internet e media come i DVD. Alcuni dei codec più diffusi sono MPEG-2, MPEG-4, Real Video, Windows Media Video e il più recente H.264. Probabilmente i formati più utilizzati per la diffusione di video attraverso internet sono MPEG-4 e WMV, mentre MPEG-2 è usato quasi esclusivamente per i DVD.
Al 2005, la risoluzione più alta raggiunta con un video digitale è di 33 megapixel (7680 x 4320) a 60 fotogrammi al secondo (nel formato UHDV), anche se soltanto in un test di laboratorio. Le velocità più alte si realizzano con videocamere ad alta velocità e sistemi di cattura di immagini in ambito industriale e scientifico, ottenendo la registrazione di milioni di fotogrammi per secondo; una tale mole di dati può essere catturata utilizzando fotogrammi di poche decine o centinaia di pixel e per registrazioni di breve durata.

## Interfacce/Cavi
Per soddisfare i requisiti di trasferimento dei video digitali non compressi (di circa 400 Mbit/s) sono state realizzate interfacce specifiche:
- Serial Digital Interface
- FireWire
- HDMI
- Digital Visual Interface
- DisplayPort

## Formati di memorizzazione

### Codifica
Tutti i formati correnti elencati di seguito sono basati su PCM.
- CCIR 601 — usato per le stazioni di trasmissione
- MPEG-4 — diffuso nella distribuzione online e nella registrazione di video su memoria flash
- MPEG-2 — diffuso per DVDs e Super-VCD e impiegato nella trasmissione video digitale DVB
- MPEG-1 — diffuso per VCD
- H.261
- H.263
- H.264 — conosciuto anche come MPEG-4 Part 10 o AVC Impiegato per HD DVD e Blu-ray Disc
- H.265/HEVC
- Theora — standardizzato ma ancora in sviluppo

### Cassette
- Betacam SX, Betacam IMX, Digital Betacam — sistemi video commerciali di Sony, orientati al mercato professionale e broadcast. Il tipo di videocassetta deriva dal formato domestico Betamax
- D1, D2, D3, D5, D9 o Digital-S — vari standard per video digitali commerciali definiti dalla SMPTE
- DV, MiniDV — diffusi nella maggior parte delle videocamere a cassette di larga distribuzione; progettato per video ad alta qualità facile da montare; possono anche registrare dati in alta-definizione (HDV) in formato MPEG-2
- DVCAM, DVCPRO — diffusi nelle operazioni di trasmissione professionali; simili al DV e compatibili con esso, offrono miglior trattamento dell'audio
- Digital8 — dati in formato DV registrati su cassette compatibili Hi8; formato diffuso nell'uso amatoriale
- MicroMV — dati in formato MPEG-2 registrati su cassette di dimensioni molto ridotte; in disuso
- D-VHS — dati in formato MPEG-2 registrati su cassette simili alla S-VHS

### Dischi ottici
- Video CD (VCD)
- DVD
- HD DVD
- Blu-ray Disc
- Sony ProDATA
- XDCAM